# Abdallah von Córdoba

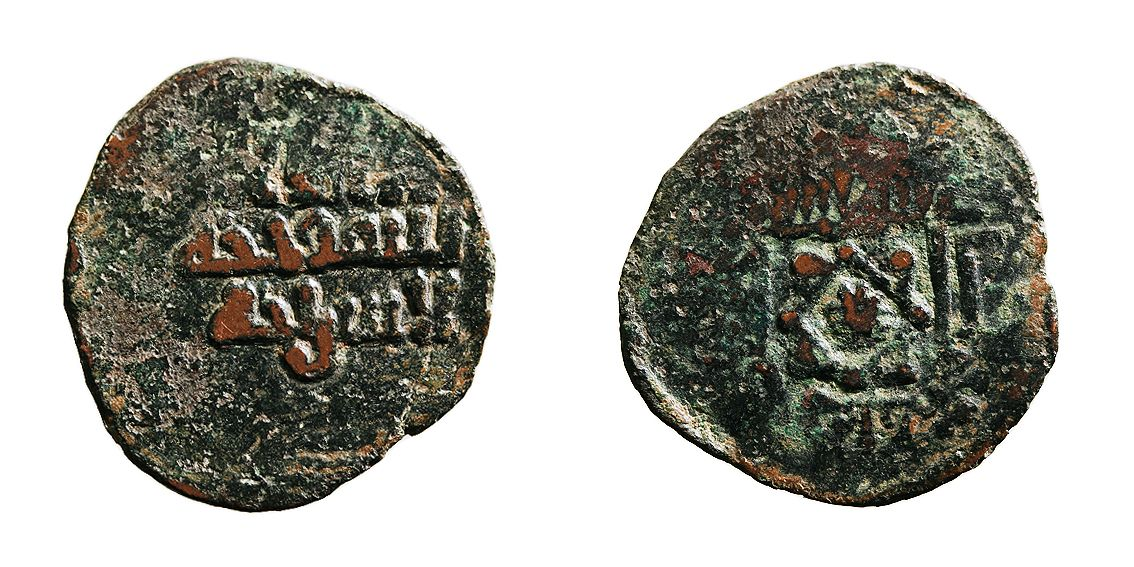
Unter Abdalá geprägte Münzen

ʿAbdallāh ibn Muhammad (arabisch عبد الله بن محمد, DMG ʿAbd Allāh ibn Muḥammad, spanisch Abdalá I, * 11. Januar 844; † 15. Oktober 912) war siebter Emir von Córdoba (888–912).

## Leben
ʿAbdallāh, dessen Regierungszeit vom Chronisten Ibn Hayyān ausführlich beschrieben wurde, übernahm die Herrschaft im Emirat im Juni 888 nach dem plötzlichen Tod seines Bruders al-Mundhir, der vor Bobastro in Kämpfe mit ʿUmar ibn Hafsūn verwickelt gewesen war. Ihm selbst wurde vorgeworfen, den Bruder vergiftet zu haben, um die Herrschaft in al-Andalus übernehmen zu können.
Die Aufstände und Revolten gegen die Umayyaden weiteten sich unter seiner Herrschaft zunächst aus. So gingen schon 889 Murcia und Valencia verloren, und in Ronda und Sevilla machten sich andere Mitglieder der Umayyadendynastie selbständig. Dazu kam, dass auf Grund der Kriegswirren eine schwere Wirtschaftskrise in al-Andalus ausbrach. In dieser Situation musste er ʿUmar ibn Hafsūn als Statthalter in Granada offiziell anerkennen. 891 kam es zu einer Revolte des eigenen Sohnes Muhammad. ʿAbdallāh schlug die verschiedenen Aufstände mit grausamer Hand nieder und ließ mehrere Umayyaden, die er als Bedrohung ansah, hinrichten, darunter auch seine beiden Söhne Muhammad (891) und Mutarrif (895). Die Hinrichtung von Mutarrif, der selbst an der Hinrichtung seines Bruders beteiligt war, wurde mit dem Vorwurf der Ketzerei (zandaqa) begründet.
Zeitweise kontrollierte Abdallah nur noch das Umland von Córdoba. Der Höhepunkt der Krise war erreicht, als Abdallah um 900 die Oberhoheit des Königs Alfons III. von Asturien über ganz Hispanien anerkennen musste. Dies führte zum Widerstand der muslimischen Geistlichkeit, die Abdallah vorwarf, Vasall eines christlichen Königs zu sein. Allerdings unternahm Alfons III. auch einen Feldzug gegen Umar ibn Hafsun, dem er mehrere schwere Niederlagen beibrachte.
Abdallah gelang es zunehmend, die Aufständischen in den einzelnen Provinzen gegeneinander auszuspielen und seine Position zu stärken. Als er sich auch noch mit den Banu Khaldun verbünden konnte, war Umar ibn Hafsun im Süden weitgehend isoliert.
Nach dem Tod von Abdallah (912) wurde sein Enkel Abd ar-Rahman III. Emir von Córdoba und führte das Reich aus der Krise zu seinem glanzvollen Höhepunkt.